# Oedothorax monoceros
Oedothorax monoceros är en spindelart som beskrevs av Miller 1970. Oedothorax monoceros ingår i släktet Oedothorax och familjen täckvävarspindlar.
Artens utbredningsområde är Angola. Inga underarter finns listade i Catalogue of Life.